# John Abbott (acteur)
Pour les articles homonymes, voir Abbott et John Abbott.
John Abbott est un acteur britannique, de son vrai nom John Albert Chamberlain Kefford, né le 5 juin 1905 à Londres (Angleterre), mort le 24 mai 1996 à Los Angeles (Californie).

## Biographie
Sous le pseudonyme de John Abbott, il entame sa carrière dans son pays natal, au théâtre (entre autres dans des pièces de William Shakespeare) et au cinéma. Après huit premiers films britanniques de 1936 à 1940, la guerre le mène aux États-Unis, où il s'installe définitivement.
Son premier film américain (dans un petit rôle non crédité) est Shanghai Gesture de Josef von Sternberg (1941, avec Ona Munson, Victor Mature et Gene Tierney). Le dernier de ses soixante-sept films américains est Quest, court métrage d'Elaine et Saul Bass, sorti en 1984.
Dans l'intervalle, il contribue notamment (comme second rôle de caractère) à Jane Eyre de Robert Stevenson (1944, avec Joan Fontaine et Orson Welles), Madame Bovary de Vincente Minnelli (1949, avec Jennifer Jones, Van Heflin et Louis Jourdan), La Veuve joyeuse de Curtis Bernhardt (1952, avec Lana Turner et Fernando Lamas), ou encore Gigi de Vincente Minnelli (1958, avec Leslie Caron, Maurice Chevalier et Louis Jourdan). Il est également la voix originale du loup Akela dans le film d'animation des Studios Disney Le Livre de la jungle de Wolfgang Reitherman (1967).
John Abbott apparaît aussi au théâtre à Broadway (New York) dans trois pièces, en 1946, 1949 et 1957 (la dernière est une adaptation de La Valse des toréadors de Jean Anouilh, aux côtés de Mildred Natwick et Ralph Richardson).
Enfin, pour la télévision, de 1937 à 1978, il contribue à sept téléfilms (les trois premiers, issus du théâtre, britanniques) et à soixante-dix séries américaines, dont Perry Mason (deux épisodes, 1962-1965), Star Trek (un épisode, 1967) et Les Mystères de l'Ouest (un épisode, 1967).

## Filmographie partielle

### Au cinéma
(films américains, sauf mention contraire)
- 1936 : La Conquête de l'air, film collectif d'Alexander Esway, Zoltan Korda et autres (film britannique)
- 1937 : Mademoiselle Docteur (Under Secret Orders) d'Edmond T. Gréville (film britannique)
- 1937 : Salonique, nid d'espions de Georg Wilhelm Pabst (film français, version française de Mademoiselle docteur)
- 1939 : The Saint in London de John Paddy Carstairs (film britannique)
- 1940 : L'aventure est commencée (Ten Days in Paris) de Tim Whelan (film britannique)
- 1941 : Shanghaï (The Shanghai Gesture) de Josef von Sternberg
- 1942 : Madame Miniver (Mrs. Miniver) de William Wyler
- 1942 : Jeanne de Paris (Joan of Paris) de Robert Stevenson
- 1942 : Âmes rebelles (This Above All) d'Anatole Litvak
- 1942 : London Blackout Murders de George Sherman
- 1943 : Mission à Moscou (Mission to Moscow) de Michael Curtiz
- 1943 : La Croix de Lorraine (The Cross of Lorraine) de Tay Garnett
- 1943 : Dangerous Blondes de Leigh Jason
- 1943 : Jane Eyre de Robert Stevenson
- 1943 : They Got Me Covered de David Butler
- 1944 : Le Masque de Dimitrios (The Mask of Dimitrios) de Jean Negulesco
- 1944 : La Fille du loup-garou (Cry of the Werewolf) d'Henry Levin
- 1944 : L'Aveu (Summer Storm) de Douglas Sirk
- 1945 : Mission à Alger (Pursuit to Algiers) de Roy William Neill
- 1945 : Aladin et la Lampe merveilleuse (A Thousand and One Nights) d'Alfred E. Green
- 1945 : L'Intrigante de Saratoga (Saratoga Trunk) de Sam Wood
- 1946 : Jalousie (Deception) d'Irving Rapper
- 1946 : One More Tomorrow de Peter Godfrey
- 1946 : Le Fils de Robin des Bois (The Bandit of Sherwood Forest) d'Henry Levin et George Sherman
- 1946 : Anna et le Roi de Siam (Anna and the King of Siam) de John Cromwell
- 1946 : Humoresque de Jean Negulesco
- 1947 : L'Île aux serpents (Adventure Island) de Sam Newfield
- 1947 : Le Traquenard (The Web) de Michael Gordon
- 1947 : Quand vient l'hiver (If Winter comes) de Victor Saville
- 1947 : Désirs de bonheur (Time Out of Mind) de Robert Siodmak
- 1948 : The Woman in White de Peter Godfrey
- 1949 : Madame Bovary de Vincente Minnelli
- 1951 : Tempête sur la colline (Thunder on the Hill) de Douglas Sirk
- 1951 : L'Or de la Nouvelle-Guinée (en) (Crosswinds) de Lewis R. Foster
- 1952 : La Veuve joyeuse (The Merry Widow) de Curtis Bernhardt
- 1952 : Tonnerre sur le temple (Thunder in the East) de Charles Vidor
- 1953 : On se bat aux Indes (Rogue's March) d'Allan Davis (en)
- 1957 : Un pigeon qui pige (en) (Public Pigeon No. One) de Norman Z. McLeod
- 1957 : Les Amours d'Omar Khayyam (Omar Khayyam) de William Dieterle
- 1958 : Gigi de Vincente Minnelli
- 1963 : Un chef de rayon explosif (Who's Minding the Store ?) de Frank Tashlin
- 1965 : La Plus Grande Histoire jamais contée (The Greatest Story Ever Told) de George Stevens, David Lean et Jean Negulesco
- 1966 : Un hold-up extraordinaire (Gambit) de Ronald Neame
- 1967 : Le Livre de la jungle (The Jungle Book) de Wolfgang Reitherman (film d'animation ; voix)
- 1968 : Three Guns for Texas d'Earl Bellamy, David Lowell Rich et Paul Stanley
- 1975 : The Black Bird (en) de David Giler
- 1983 : T'es fou Jerry (Smorgasbord ou Cracking Up) de Jerry Lewis
- 1984 : Quest d'Elaine et Saul Bass (court métrage)

### À la télévision

#### Séries
- 1956 : Crusader
- 1956-1960 : Gunsmoke ou Police des plaines (Gunsmoke ou Marshal Dillon)
  - Saison 1, épisode 14 Professor Lute Bone (1956) de Charles Marquis Warren
  - Saison 5, épisode 20 The Tragedian (1960) d'Arthur Hiller
- 1959 : Peter Gunn
  - Saison 1, épisode 28 Pay Now, Kill Later de Boris Sagal
- 1960 : Dobie Gillis (The Many Loves of Dobie Gillis)
  - Saison 1, épisode 20 The Power of Positive Thinking de Rodney Amateau
- 1960 : L'Homme à la carabine (The Rifleman)
  - Saison 2, épisode 26 The Vision de Don Medford
- 1961 : Aventures dans les îles (Adventures in Paradise)
  - Saison 2, épisode 25 Un soupçon de génie (A Touch of Genius) de Boris Sagal
- 1961 : Bonanza
  - Saison 3, épisode 14 Gabrielle
- 1962 : Alfred Hitchcock présente (Alfred Hitchcock presents)
  - Saison 7, épisode 36 First Class Honeymoon de Don Weis
- 1962-1965 : Perry Mason, première série
  - Saison 6, épisode 1 The Case of the Bogus Books (1962)
  - Saison 9, épisode 1 The Case of the Laughing Lady (1965) de Jesse Hibbs
- 1964 : Flipper le dauphin (Flipper)
  - Saison 1, épisode 9 Monsieur Marvello (M. Marvello) de Frank McDonald
- 1965 : L'Homme à la Rolls (Burke's Law)
  - Saison 3, épisode 5 The Man with the Power
- 1965 : Laredo
  - Saison 1, épisode 11 Jinx de Paul Stanley
- 1966 : Les Espions (I Spy)
  - Saison 1, épisode 16 L'Échange (The Barter)
- 1966 : Max la Menace (Get Smart)
  - Saison 1, épisode 17 Rex Sauvage (Kisses for KAOS) de Gary Nelson
- 1966 : Des agents très spéciaux (The Man from U.N.C.L.E.)
  - Saison 2, épisode 18 Les Abeilles (The Birds and the Bees Affair) d'Alvin Ganzer
- 1966 : Les Monstres (The Munsters)
  - Saison 2, épisode 26 Mon cousin Johann (A Visit for Johann) de Gene Reynolds
- 1966 : Perdus dans l'espace (Lost in Space)
  - Saison 2, épisode 14 The Dream Monster
- 1967 : Star Trek
  - Saison 1, épisode 26 Les arbitres du cosmos (Errand of Mercy) de John Newland
- 1967 : Mannix
  - Saison 1, épisode 13 Le Ver dans le fruit (Run, Ship, Run) de Gene Reynolds
- 1967 : Le Cheval de fer (Iron Horse)
  - Saison 2, épisode 15 Death has Two Faces de Paul Henreid
- 1967 : Ma sorcière bien-aimée (Bewitched)
  - Saison 4, épisode 17 La Mona Lisa (Samantha's Da Vinci Dilemma) de Richard Kinon
- 1968 : Les Mystères de l'Ouest (The Wild Wild West)
  - Saison 3, épisode 23 La Nuit de la Bête (The Night of the Simian Terror), de Michael Caffey : Dr Sigmund Von Liebieg
- 1968 : Au pays des géants (Land of the Giants)
  - Saison 1, épisode 4 Le Maquisard (Underground) de Sobey Martin
- 1971 : Coup double (The Partners)
  - Saison unique, épisode 6 Combien de carats dans un pamplemousse ? (How Many Carats in a Grapefruit ?) de Gary Nelson

#### Téléfilms
- 1960 : Shangri-La de George Schaefer
- 1973 : The Cat Creature de Curtis Harrington
- 1976 : Sherlock Holmes in New York de Boris Sagal

## Théâtre

### À Londres (sélection)
- 1936-1937 : La Nuit des rois, ou ce que vous voudrez (Twelfth Night, or What you will, avec Jill Esmond, Leo Genn, Michael Gough, Alec Guiness, Laurence Olivier, Jessica Tandy) et Peines d'amour perdues (Love's Labour's Lost, avec Alec Guiness, Michael Redgrave) de William Shakespeare, mises en scène par Tyrone Guthrie
- 1937-1938 : Last Train South (avec Flora Robson) de R.C. Hutchinson, Le deuil sied à Électre (Mourning Becomes Electra) d'Eugene O'Neill et The Painted Smile (avec Torin Thatcher) de W.P. Templeton
- 1939 : Une maison de poupée (Et Dukkehjem - titre anglais : A Doll's House ou Nora) d'Henrik Ibsen, avec Lucie Mannheim, Austin Trevor

### À Broadway
- 1946 : Celui qui reçoit les gifles (en) de Leonid Andreïev, adaptation de Judith Guthrie, mise en scène de Tyrone Guthrie, avec Stella Adler, Russell Collins, Dennis King, Reinhold Schünzel
- 1949 : Montserrat de (et mise en scène par) Lillian Hellman, costumes d'Irene Sharaff, avec Francis Compton, Julie Harris, Kurt Kasznar, Nehemiah Persoff, Reinhold Schünzel, Emlyn Williams
- 1957 : La Valse des toréadors (The Waltz of the Toreadors) de Jean Anouilh, adaptation de Lucienne Hill, avec Mildred Natwick, Ralph Richardson